# Sarsina
Sarsina (romanyol nyelven Sêrsna) település Olaszországban, Emilia-Romagna régióban, Forlì-Cesena megyében. Lakosainak száma 3308 fő (2023. január 1.). Sarsina Bagno di Romagna, Civitella di Romagna, Mercato Saraceno, Sant'Agata Feltria, Santa Sofia, Sogliano al Rubicone, Verghereto és Cesena községekkel határos.

## Népesség
A település lakossága az elmúlt években az alábbi módon változott:

| 2018 | 3 412 |
| 2023 | 3 308 |